# Rođenje
Rođenje je čin ili proces rađanja ili donošenja potomstva, u tehničkom smislu često nazivano i porođaj. Kod sisavaca proces pokreću hormoni koji uzrokuju stezanje mišićnih stijenki maternice, izbacujući fetus u razvojnoj fazi kada je spreman za hranjenje i disanje.
Kod nekih vrsta, potomstvo se može kretati gotovo odmah nakon rođenja, a kod drugih je potpuno ovisno o roditeljima.
Kod tobolčara, fetus se rađa u vrlo nezreloj fazi nakon kratke trudnoće i dalje se razvija u majčinoj maternici.
Ne rađaju samo sisavci. Neki gmazovi, vodozemci, ribe i beskralježnjaci nose svoje mlade u razvoju u sebi. Neki od njih su ovoviviparni, s jajima koja se izlegu unutar tijela majke, a drugi su viviparni („živorodni”), s embrijem koji se razvija unutar njihovog tijela, kao u slučaju sisavaca. Kod vodenih organizama, oplodnja je gotovo uvijek vanjska, a sperma i jajašca oslobađaju se u vodu (iznimka su morski psi i raže, koji imaju unutarnju oplodnju).
Ljudi obično imaju jedno potomstvo odjednom. Majčino tijelo pripremaju hormoni koje proizvode hipofiza, jajnik i posteljica. Ukupno razdoblje trudnoće od oplodnje do rođenja obično je oko 38 tjedana (porođaj se obično događa 40 tjedana nakon posljednje mjesečnice). Normalan proces poroda traje nekoliko sati i ima tri faze.